# Caorches-Saint-Nicolas
 Caorches-Saint-Nicolas  es una comuna y población de Francia, en la región de Alta Normandía, departamento de Eure, en el distrito de Bernay y cantón de Bernay Oeste.
Su población en el censo de 1999 era de 564 habitantes.
Está integrada en la Communauté de communes de Bernay et ses environs .

## Demografía
| 292 | 331 | 513 | 534 | 570 | 564 |
| Para los censos de 1962 a 1999 la población legal corresponde a la población sin duplicidades (Fuente: INSEE [Consultar]) |     |     |     |     |     |